# Mojca Bitenc
Mojca Bitenc ( 20 de Junho de 1989 em Slovenj Gradec )  é uma cantora de Ópera  eslovena.

## Biografia
Em 1989, ela iniciou o curso de medicina em Ljubljana e, paralelamente, no terceiro ano do curso, começou a estudar também  canto com Barbara Jerejcic Fürst, numa academia de Música de Ljubljana . Sua primeira experiência no palco foi interpretando um papel da obra de Niccolò Piccinis La cecchina. Estudos posteriores conduziram-na para academia de Música de Zagreb na Croácia, onde estudou com a cantora lírica e professora Vlatka Oršanić. Nas casas de ópera eslovenas apareceu em papéis de Soprano como Eurídice em Orfeo e Eurídice, Liù em Turandot, Antônia nos Contos de Hoffmann e Violetta Valéry em La traviata.
Em 2017 teve grande projeção artística, após seu grande sucesso como a condessa nas Bodas de Fígaro, no Festival de Bregenz e também como Donna Anna em Don Giovanni .  Em 2018, ela cantou o Te Deum de Dvořák no Concerto do Festival  e apresentou a Micaëla em Carmen, no palco do Bregenz  .

## Prêmios e prêmios
- Prêmio no Concurso Internacional de Canto em Osijek, Croácia (2014)
- Prêmio no Concurso Internacional de Arte Vocal Ada Sari em Nowy Sącz (2017) [8]
- Prémio no Concurso Internacional de Mozart , Salzburgo (2018) [9][10]